# Al-Amin und die Sklavin des Ibrahim ibn al-Mahdi
Al-Amin und die Sklavin des Ibrahim ibn al-Mahdi, auch Al-Amin ibn al-Raschid und Ibrahim ibn al-Mahdi, ist eine erotische Erzählung aus Tausendundeiner Nacht. In der Arabian Nights Encyclopedia wird sie als ANE 149 gelistet (→ Tausendundeine Nacht – Liste der Geschichten).
In der Kurzgeschichte wird dem Kalifen al-Amin (reg. 809–813) von seinem Onkel Ibrahim ibn al-Mahdi eine schöne Sängersklavin zum Geschenk gemacht.

## Handlung
Der Kalif al-Amin, der Bruder des al-Ma'mun, tritt in das Haus seines Onkels Ibrahim ibn al-Mahdi ein, wo er eine Sklavin erblickt, die die Laute spielt. Al-Amin begehrt die Sklavin, und als sein Onkel dies erkennt, schickt er seinem Neffen das Mädchen in seine Gemächer. Al-Amin glaubt, dass Ibrahim bereits mit ihr geschlafen hat, und will ihr daher nicht mehr beiwohnen, sondern schickt sie ihm zurück. Daraufhin nimmt Ibrahim ein Hemd aus geblümter Seide und schreibt auf den Saum die folgenden Zeilen: „Fürwahr bei Ihm, vor dem sich alle Stirnen neigen; was unter diesem Saume ist, das kenn ich nicht; auch ihren Mund berührt ich nie, mein einzig Trachten; war, was das Auge sieht und was die Zunge spricht.“ Daraufhin befiehlt Ibrahim dem Sklavenmädchen, sich zu entkleiden und das Hemd anzuziehen, dann sendet er sie zu al-Amin. Das Mädchen geht vor ihm auf die Knie und küsst den Boden, stimmt die Laute und singt die folgenden Verse: „Du nahmst die Gabe nicht und zeigtest, was du denkest; dass du dich von mir trennest, ward mir kund und klar; doch wenn du Anstoß nimmst an etwas, das vergangen; verzeih du als Kalif, was schon nicht mehr war.“ Als al-Amin diese Verse liest, nähert er sich dem Sklavenmädchen und küsst es. In seinem Palast weist er der Sklavin ein eigenes Gemach zu. Seinem Onkel Ibrahim gibt er die Statthalterschaft über die iranische Hauptstadt Rey.

## Hintergrund
Die Geschichte findet sich in den ägyptischen Manuskripten (Bulaq I) und den frühen Druckausgaben von Tausendundeine Nacht, darunter die Breslauer Ausgabe. Auf die Kalkutta-II-Ausgabe griffen Richard Francis Burton und Enno Littmann zurück.
Der Kalif Al-Amin (reg. 809–813), dessen erwähnter Bruder al-Ma'mun und ihr Onkel Ibrahim ibn al-Mahdi sind reale historische Figuren.

## Ausgaben
- Richard Francis Burton: Arabian Nights, Burton Club, 1900 (Erstausgabe 1885–1888), Band 5, S. 152f.
- Enno Littmann: Die Erzählungen aus den tausendundein Nächten, Insel Verlag, Frankfurt 1968, Band 3, S. 577f.